# Donato Velluti Zati di San Clemente
Donato Simone Girolamo Luigi Giuseppe Raffaello Francesco di Sales Velluti Zati dei Duchi di San Clemente (Firenze, 30 settembre 1845 – Firenze, 11 dicembre 1927) è stato un arcivescovo cattolico italiano, vescovo di Pistoia e Prato, vescovo titolare di Oropo, vescovo di Pescia, infine arcivescovo titolare di Patrasso.

## Biografia
Nacque a Firenze, nel palazzo di San Clemente, da don Simone Vincenzo Velluti Zati, duca di San Clemente, e da Marianna Giuntini, patrizia di Firenze; suo cugino fu il futuro arcivescovo di Pisa Ferdinando Capponi. Compì gli studi di teologia nel Convento domenicano di San Marco a Firenze e fu ordinato sacerdote nella chiesa di San Firenze il 29 giugno 1869. Per la messa novella, il padre fece comporre la "Missa Ducalis" dal musicista Jacopo Tomadini da Cividale del Friuli. Fu un buon sacerdote, solerte nelle sue mansioni, fino a quando ebbe problemi di salute e dovette rinunciare a molti incarichi. Divenne canonico della metropolitana di Firenze. Nel 1883, gli giunse la nomina a vescovo di Pistoia e Prato. Fu consacrato dal cardinale Luigi Maria Bilio, B., assistito dagli arcivescovi Alessandro Sanminiatelli Zabarella e Mario Mocenni (entrambi futuri cardinali) nella chiesa di Santa Maria Maddalena a Roma.
Di fatto, per i problemi di salute, non fu mai presente nelle diocesi assegnategli, affidò ogni mansione al vicario generale, tra il disappunto del clero e dei fedeli, che non avevano un pastore. Il 2 marzo 1885, presentò le dimissioni dall'incarico. Ricevette la carica di vescovo in partibus infidelium di Oropo e fece ritorno a Firenze, in famiglia. Il 24 marzo 1899 gli giunse la nomina a vescovo di Pescia. Governò per i primi due anni con discreto impegno, poi si ritirò nuovamente in famiglia a Firenze, affidando la guida della diocesi a mons. Serafino Milani, già vescovo di Pontremoli, che viveva nel convento francescano di Colleviti a Pescia.
Rientrò in diocesi nel settembre del 1902, ma periodicamente se ne allontanò, quando per rientrare a Firenze e quando per andare nella sua villa di Viareggio. Nel 1906, mons. Milani morì, perciò non ci fu più un presule che lo sostituisse alla guida della diocesi. Pertanto, presentò le dimissioni da vescovo di Pescia a papa Pio X, il quale le accettò, ma gli chiese di rimanere amministratore apostolico fino alla nomina del nuovo vescovo. Nel 1907 fu nominato il nuovo vescovo nella persona di Giulio Serafini, il quale rinunciò. Poi fu la volta di Angelo Simonetti, che rimase per più di quarant'anni. Lasciata la guida della diocesi di Pescia, fu promosso arcivescovo titolare di Patrasso e ritornò a Firenze. Morì nella sua città nel 1927.

## Genealogia episcopale
La genealogia episcopale è:
- Cardinale Scipione Rebiba
- Cardinale Giulio Antonio Santori
- Cardinale Girolamo Bernerio, O.P.
- Arcivescovo Galeazzo Sanvitale
- Cardinale Ludovico Ludovisi
- Cardinale Luigi Caetani
- Cardinale Ulderico Carpegna
- Cardinale Paluzzo Paluzzi Altieri degli Albertoni
- Papa Benedetto XIII
- Papa Benedetto XIV
- Cardinale Enrico Enriquez
- Arcivescovo Manuel Quintano Bonifaz
- Cardinale Buenaventura Córdoba Espinosa de la Cerda
- Cardinale Giuseppe Maria Doria Pamphilj
- Papa Pio VIII
- Papa Pio IX
- Cardinale Luigi Maria Bilio, B.
- Arcivescovo Donato Velluti Zati di San Clemente